# کلاید، میسوری
کلاید (به انگلیسی: Clyde) یک روستا (ایالات متحده آمریکا) در ایالات متحده آمریکا است که در شهرستان نوداوای، میزوری واقع شده‌است.
 کلاید ۰٫۴۴ کیلومتر مربع مساحت و ۸۲ نفر جمعیت دارد و ۳۱۳ متر بالاتر از سطح دریا واقع شده‌است.